# Daniel Semcesen
Daniel Vasilj Siam Semcesen (* 17. August 1986 in Schweden) ist ein schwedischer Schachspieler.
Die schwedische Einzelmeisterschaft konnte er 2014 in Borlänge gewinnen. Bei der Einzelmeisterschaft in Kungsör im Jahr 2009 war er Dritter. Er nahm einmal an den europäischen Mannschaftsmeisterschaften (2011) teil.
In Schweden spielte er in der Elitserien für den Lunds ASK (2001/02 bis 2009/10 und 2012/13 bis 2016/17), für den SK Team Viking Sollentuna (2010/11 und 2011/12) sowie 2017/18 für Malmö AS. Semcesen wurde 2012 und 2018 schwedischer Mannschaftsmeister. In Dänemark hat er in der Skakligaen für Skakklubben K41 und Team Nordea Skb (Team Nordea Skanderborg) gespielt, mit dem Team Nordea wurde er 2015 und 2018 dänischer Mannschaftsmeister.
| Hier fehlt eine Grafik, die leoder im Moment aus technischen Gründen nicht angezeigt werden kann. Wir arbeiten daran! |